# Aamon

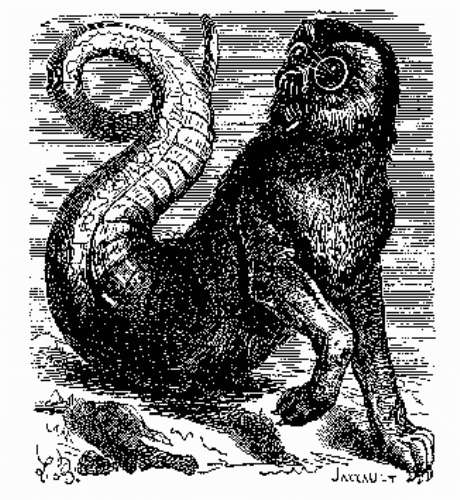
Aamon

Aamon (anche Amon) è un demone nominato spesso nella demonologia cristiana. In demonologia, Aamon è uno degli aiutanti di Astaroth. Conosce il passato e il futuro. È in grado di provocare l'amore. Crea confusione nella mente di coloro i quali gli si oppongono. Secondo alcuni autori, possiede quaranta legioni di demoni, avendo così il titolo di "principe". I demonologi hanno associato il suo nome a quello del dio egizio Amon o al dio cartaginese Ba'al Hammon. Aamon è noto anche come Nahum, il cui nome significa "Colui che induce avidità".

## Descrizione
Aamon ha testa di civetta, parte anteriore del corpo con due zampe di lupo (o di leone), e parte posteriore che termina con una coda di verme-serpente.

## Altri media
Nel manga di Gō Nagai Devilman, il protagonista Akira Fudo si fonde con un demone chiamato proprio Amon, il più potente dell'opera.
Nel manga di Shinobu Ōkata Magi: The Labyrinth of Magic, Amon è il nome del Genio del protagonista Alibaba.
Nel videogioco Starcraft II un'antica entità malvagia dal nome Amon cerca di portare nell'oblio l'universo ed è il villain principale dell'espansione Legacy of the void.
Nel videogioco Mobile Legends: Bang Bang è presente un personaggio giocabile chiamato Aamon.
Una pecora di nome Amon appare nell'anime di Kirby.
Nel videogioco Tom Clancy's Ghost Recon Breakpoint sono chiamati così dei droni terrestri , pesantemente armati e corazzati, usati dai "Lupi" con compiti di ricognizione.